# SK Sigma Olomouc
SK Sigma Olomouc är en tjeckisk fotbollsklubb i den tjeckiska förstaligan - Fortuna:Liga - från staden Olomouc. Klubben grundades 1919 och spelar sina hemmamatcher på Andrův Stadion.